# White River Railroad (Vermont)
| Streckenlänge: | 31½ km               |                                          |                                          |
| Spurweite: | 1435 mm (Normalspur) |                                          |                                          |
| |                      |                                          |                                          |
| Gleise: | 1                    |                                          |                                          |
| \| \| \| \| \| \| \| \| von Windsor \| \| \| \| 0 \| Bethel VT \| Bethel VT \| \| \| \| nach Burlington \| \| \| \| \| White River, 3. Zweig \| \| \| \| 6½ \| Lillesville VT \| Lillesville VT \| \| \| 8 \| Gaysville VT \| Gaysville VT \| \| \| \| White River \| \| \| \| 13 \| Cobb Bridge VT (auch Riverside) \| Cobb Bridge VT (auch Riverside) \| \| \| \| White River \| \| \| \| \| Tweed River \| \| \| \| \| Bayonne Lumber Co. (Waldbahn, 1910–1929) \| \| \| \| 17½ \| Stockbridge VT \| Stockbridge VT \| \| \| \| White River \| \| \| \| 19½ \| Tupper VT \| Tupper VT \| \| \| 22½ \| Hubbards VT \| Hubbards VT \| \| \| 24 \| Boutwells VT \| Boutwells VT \| \| \| 25½ \| Emersons VT \| Emersons VT \| \| \| \| Eastern Talc Co. (Minenbahn) \| \| \| \| 29 \| Lower Rochester VT (früher Talcville) \| Lower Rochester VT (früher Talcville) \| \| \| \| White River (Westzweig) \| \| \| \| \| White River \| \| \| \| 31½ \| Rochester VT \| Rochester VT \| |                      |                                          |                                          |
| |                      |                                          |                                          |
| Strecke |                      | von Windsor                              | von Windsor                              |
| Dienststation / Betriebs- oder Güterbahnhof | 0                    | Bethel VT                                | Bethel VT                                |
| Abzweig ehemals geradeaus und nach rechts |                      | nach Burlington                          | nach Burlington                          |
| Brücke über Wasserlauf (Strecke außer Betrieb) |                      | White River, 3. Zweig                    | White River, 3. Zweig                    |
| Haltepunkt / Haltestelle (Strecke außer Betrieb) | 6½                   | Lillesville VT                           | Lillesville VT                           |
| Bahnhof (Strecke außer Betrieb) | 8                    | Gaysville VT                             | Gaysville VT                             |
| Brücke über Wasserlauf (Strecke außer Betrieb) |                      | White River                              | White River                              |
| Haltepunkt / Haltestelle (Strecke außer Betrieb) | 13                   | Cobb Bridge VT (auch Riverside)          | Cobb Bridge VT (auch Riverside)          |
| Brücke über Wasserlauf (Strecke außer Betrieb) |                      | White River                              | White River                              |
| Brücke über Wasserlauf (Strecke außer Betrieb) |                      | Tweed River                              | Tweed River                              |
| Abzweig geradeaus und von links (Strecke außer Betrieb) |                      | Bayonne Lumber Co. (Waldbahn, 1910–1929) | Bayonne Lumber Co. (Waldbahn, 1910–1929) |
| Bahnhof (Strecke außer Betrieb) | 17½                  | Stockbridge VT                           | Stockbridge VT                           |
| Brücke über Wasserlauf (Strecke außer Betrieb) |                      | White River                              | White River                              |
| Haltepunkt / Haltestelle (Strecke außer Betrieb) | 19½                  | Tupper VT                                | Tupper VT                                |
| Haltepunkt / Haltestelle (Strecke außer Betrieb) | 22½                  | Hubbards VT                              | Hubbards VT                              |
| Haltepunkt / Haltestelle (Strecke außer Betrieb) | 24                   | Boutwells VT                             | Boutwells VT                             |
| Haltepunkt / Haltestelle (Strecke außer Betrieb) | 25½                  | Emersons VT                              | Emersons VT                              |
| Abzweig geradeaus und von rechts (Strecke außer Betrieb) |                      | Eastern Talc Co. (Minenbahn)             | Eastern Talc Co. (Minenbahn)             |
| Bahnhof (Strecke außer Betrieb) | 29                   | Lower Rochester VT (früher Talcville)    | Lower Rochester VT (früher Talcville)    |
| Brücke über Wasserlauf (Strecke außer Betrieb) |                      | White River (Westzweig)                  | White River (Westzweig)                  |
| Brücke über Wasserlauf (Strecke außer Betrieb) |                      | White River                              | White River                              |
| Kopfbahnhof Streckenende (Strecke außer Betrieb) | 31½                  | Rochester VT                             | Rochester VT                             |

Die White River Railroad (WRR) ist eine ehemalige Eisenbahngesellschaft in Vermont (Vereinigte Staaten). Sie bestand als eigenständige Gesellschaft von 1896 bis 1934.

## Geschichte

### Vorgeschichte und Bau
Der Oberlauf des White River war durch die 1848 eröffnete Central Vermont Railway nicht erschlossen worden, da sie in Bethel das Flusstal verlässt und über einen Pass in Richtung Montpelier führt. Um die Orte oberhalb von Bethel an das Eisenbahnnetz anzuschließen, beabsichtigte man zunächst, eine elektrisch betriebene Eisenbahn zu bauen. Am 30. Juni 1896 erhielt die White River Valley Electric Railroad eine Konzession zum Bau und Betrieb einer Überlandstraßenbahn im Tal des oberen White Rivers. Die Gesellschaft wurde am 27. Dezember 1898 formal aufgestellt. Der Bau der Strecke begann im Juni 1899. Schon bald disponierte man jedoch auf den herkömmlichen Dampfbetrieb um und gründete 1900 die Gesellschaft in White River Valley Railroad um. Die Geldgeber hatten zur Bedingung gemacht, dass die Strecke am 30. Dezember 1900 in Betrieb sein sollte. Die Strecke wurde also eilig fertiggestellt und am geforderten Tag wurde die rund 31 Kilometer lange Strecke von Bethel nach Rochester als Dampfeisenbahn eröffnet. Nachdem finanzielle Schwierigkeiten aufgetreten waren, verkaufte man die Bahngesellschaft an die am 21. November 1902 neu gegründete White River Railroad.

### Probleme durch mangelhafte Bauausführung
Die Strecke war nach Standards für Straßenbahnen mit entsprechend leichtem Gleismaterial gebaut worden, zu leicht für Dampfzüge. Außerdem legte man im Winter 1900 beim Bau der Strecke die Gleise teilweise auf Schnee, der natürlich schmolz und dadurch die Gleislage verschlechterte. Ab dem 6. März 1902 war der Betrieb wochenlang unterbrochen, nachdem ein Hochwasser eine Brücke weggespült hatte. Ein Jahr später wurde die Stony Brook Bridge bei Gaysville ebenfalls durch ein Hochwasser zerstört. Die Strecke wurde weiterbetrieben, Fahrgäste und Güter mussten jedoch den Fluss mit Booten überqueren. Erst im Oktober war die neue Brücke fertig. 1904 war der Verkehr für drei Monate unterbrochen, nachdem Teile der Bahnstrecke unterspült wurden. Bei einer Streckeninspektion im April 1904 ließ die Aufsichtsbehörde den Personenverkehr einstellen und begrenzte die Streckengeschwindigkeit für Güterzüge auf acht Meilen pro Stunde (etwa 13 km/h), auf einzelnen Streckenabschnitten sogar auf zwei Meilen pro Stunde (3 km/h). Nach einigen Reparaturen durften ab 13. Juni wieder Personenzüge fahren. Die Aufsichtsbehörde des Bundesstaats Vermont ordnete jedoch aufgrund der schlechten Gleislage und maroder Brücken im September 1906 die vorläufige Stilllegung der Strecke an. Erst am 1. Januar 1907 konnte die Strecke wiedereröffnet werden, nachdem die Gleise ausgetauscht und die Brücken repariert waren. Dennoch stürzte am 28. Februar 1910 ein Segment der Brücke bei Gaysville ein, nachdem Treibeis auf dem Fluss die Brücke verschoben hatte. Die Lok eines langsam über die Brücke fahrenden Personenzugs stürzte dabei zwei Meter ab, wobei der Heizer verletzt wurde.

### Weitere Entwicklung
Im August 1911 erwarb die Bahngesellschaft einen benzingetriebenen zweiachsigen Personentriebwagen mit zehn Sitzplätzen, der die regulären Dampfzüge ergänzte.
Nachdem im November 1927 ein heftiges Hochwasser weite Teile Südvermonts überschwemmt hat, ruhte der Bahnverkehr zunächst. Weite Teile der Trasse waren weggespült. Erst im September 1928 wurde der Güterverkehr auf einer Teilstrecke wiederaufgenommen, der Betrieb über die Gesamtstrecke sowie der Personenverkehr begannen am 1. Januar 1929. Nach der Weltwirtschaftskrise sanken die Beförderungszahlen jedoch stark und brachten am 30. April 1933 schließlich die Einstellung des Betriebs. Der Fahrplan vom September 1933 zeigt die Information „Service temporarily suspended.“ (Betrieb vorläufig eingestellt.) Der Betrieb wurde nicht wieder aufgenommen und die Strecke 1934 offiziell stillgelegt und abgebaut. Die Bahngesellschaft wurde im gleichen Jahr aufgelöst.

## Betrieb
Der Personenverkehr auf der Strecke war stets spärlich. Der Fahrplan vom 24. November 1912 sah pro Richtung zwei Züge vor, die nur an Werktagen verkehrten und für die Strecke 65 bis 70 Minuten benötigten. Ab 1929 kamen nur noch gemischte Züge zum Einsatz.
Haupttransportgüter waren landwirtschaftliche Erzeugnisse, Holz, Talk, Granit und Marmor sowie Bedarfsgüter und Post für die Talbewohner. Holzverladung fand in Stockbridge und Rochester statt. In Stockbridge zweigte von der Bahnstrecke eine Waldbahn der Bayonne Lumber Co. ab, die mehrere Kilometer westwärts in ein Seitental bis hinter Pittsfield führte und von 1910 bis 1929 betrieben wurde. Talk wurde in einer Mine östlich von Rochester abgebaut. Die Minengesellschaft hatte ein eigenes Anschlussgleis von Lower Rochester aus zu ihrer Fabrik gebaut. Von dort führte eine 800 Fuß (ca. 250 Meter) lange normalspurige Standseilbahn die Talwand hinauf, von wo eine Minenbahn mit einer Spurweite von drei Fuß (914 mm) etwa sechs Kilometer über vier Spitzkehren bis zu den Minen verlief. Die Bahn wurde im Spätherbst 1913 eröffnet und Ende 1927 stillgelegt.

## Streckenbeschreibung
Die Strecke beginnt in Bethel, wo die WRR einen eigenen Bahnhof direkt neben dem Bahnhof der Bahnstrecke Windsor–Burlington hatte. Der ursprüngliche Bahnhof war 1912 aufgegeben worden und die Strecke wurde näher an die Hauptstrecke herangeführt, wo ein neuer Bahnsteig gebaut wurde. Da die Gleise der WRR tiefer lagen als die der Hauptstrecke, gelangten die Fahrgäste nur über einen Fußgängertunnel und eine Treppe zu ihrem Anschlusszug. Gepäck und Stückgut wurde über einen handbetriebenen Lastenaufzug umgeladen. 
Die Strecke verlässt den Bahnhof in nördlicher Richtung, führt jedoch in einer engen 180°-Kurve in das Flusstal hinein. Dabei überquert die Trasse den dritten Nebenarm des White River. Heute liegt auf der ehemaligen Bahntrasse bis Gaysville der Peavine Boulevard, benannt nach der Bahn, die im Volksmund Peavine hieß. Die Strecke folgt auf ganzer Länge ihrem namengebenden Fluss, den sie dabei mehrfach überquert. Vom Haltepunkt Cobb Bridge bis Stockbridge liegt heute der Blackmer Boulevard auf der Bahntrasse. Ab Stockbridge bis kurz vor Lower Rochester trägt die Trasse heute die Staatsstraße 100. Das nur dünn besiedelte Flusstal war durch zahlreiche reguläre Bedarfshaltepunkte erschlossen. Allerdings konnte an jedem Punkt der Strecke auf Zuruf ein- und ausgestiegen werden. Besetzte Bahnhöfe gab es nur in Gaysville und Stockbridge.